# Upíři (film, 1915)
Upíři (v originále Les Vampires) je francouzský film režiséra Louise Feuillada, který bývá označován ve vývoji filmového seriálu za předchůdce estetiky hluboké ostrosti, kterou později rozvíjeli Jean Renoir a Orson Welles. Bývá též řazen do blízkosti surrealistického hnutí, ale jeho nejsilnější vazba náleží k vývoji thrilleru.
Film je rozdělen na deset volně spojených částí, které postrádají výraznou dramatickou zápletku na konci jednotlivých dílů, výrazně se liší délkou a byly uváděny v nepravidelných intervalech, a tak se Upíři řadí mezi filmový seriál a volnou filmovou řadu spojenou s námětem. Spletitá a často nesouvislá zápletka se točí kolem extravagantního gangu pařížských zločinců, kteří si říkají Upíři, a kolem jejich neohroženého protivníka, novináře Phlippa Geuéranda (Edouard Mathé).

## Galerie
- La Tête coupée (1915)
- La Bague qui tue (1915)
- Le Cryptogramme rouge (1915)
- Le Spectre (1916)
- L'Évasion du mort (1916)
- Les Yeux qui fascinent (1916)
- Satanas (1916)
- Le Maître de la foudre (1916)
- L'Homme des poisons (1916)
- Les Noces sanglantes (1916)